# ヴォルフガング・シュミーダー

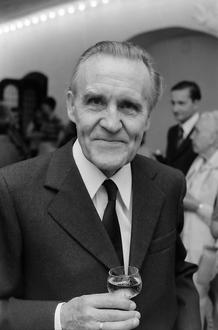
ヴォルフガング・シュミーダー

ヴォルフガング・シュミーダー（Wolfgang Schmieder, 1901年5月29日 - 1990年11月8日）は、ドイツの音楽学者。
プロイセン王国のブロンベルク（現ポーランド領ブィドゴシュチュ）に生まれる。1950年にヨハン・ゼバスティアン・バッハの作品番号であるBWVを提唱、彼のナンバリングシステムは爾来ほぼ全世界の音楽学者や音楽家に採用され、国際的な標準となった。
1942年から1963年に退官するまで、フランクフルト大学のヨハン・クリスティアン・ゼンケンベルク図書館に勤務。特に1946年以降は同図書館に新設された音楽部門の長を務めた。退官後はフライブルク・イム・ブライスガウに居住。ミュンヘン近郊のフュルステンフェルトブルック (Fürstenfeldbruck) にて89歳で死去。